# Naakt (film)
Naakt is een korte film die in 2006 deel uitmaakte van de serie Kort! in opdracht van de NPS.
De film is geregisseerd door Albert Jan van Rees en Diederik Ebbinge. 
Een jongetje van acht jaar gaat met zijn moeder naar een sauna. Dat is wel spannend, want daar moet je in je blootje. Maar iedereen is er bloot, er is veel interessants te zien. Achteraf bezien was het eigenlijk best voor herhaling vatbaar.

## Bron
- www.cinema.nl